# رضا قلي خان
رضا قلي خان هدایت (1215-1288هـ الموافق 1800-1871م) عالم وأديب فارسي، أدت الاضطرابات السياسية إلى إخراجه من خدمة الدولة. استدعاه الشاه ناصر الدين وبعثه في سفارة. أصبح مديراً لدار الفنون، ثم اختير مؤدباً لولي العهد مظفر الدين. له مؤلفات كثيرة، من أهمها: «مفتاح الكنوز».

## روابط خارجية
- رضا قلي خان على موقع الموسوعة البريطانية (الإنجليزية)